# Liste des pays constitutifs et régions du Danemark par point culminant
Cette liste présente les points culminants des différentes divisions administratives du Danemark.

## Statistiques
Le royaume du Danemark est constitué de 3 pays constitutifs : le Danemark, le Groenland et les îles Féroé. Cet article recense les points culminants de chacun d'eux.
Administrativement, le pays constitutif du Danemark est subdivisé en 5 régions. Il culmine à 170 m d'altitude, ce qui en fait l'un des pays les moins élevés du monde (de fait, la plus haute structure du pays, l'émetteur de Tommerup (da), est avec 321 m quasiment deux fois plus élevé que son point culminant naturel).

## Liste

### Royaume du Danemark
La liste suivante recense les points culminants des pays constitutifs du royaume du Danemark.
| # | Sommet                             | Pays       | Altitude (m) | Coordonnées                         | Image |
| - | ---------------------------------- | ---------- | ------------ | ----------------------------------- | ----- |
| 1 | Gunnbjørn                          | Groenland  | 3 660        | 68° 55′ 10″ nord, 29° 53′ 55″ ouest |       |
| 2 | Slættaratindur                     | Îles Féroé | 880          | 62° 17′ 47″ nord, 7° 00′ 45″ ouest  |       |
| 3 | Yding Skovhøj (tertre inclus)      | Danemark   | 173          | 55° 59′ 33″ nord, 9° 47′ 45″ est    |       |
| 4 | Møllehøj (point culminant naturel) | Danemark   | 171          | 55° 58′ 38″ nord, 9° 49′ 34″ est    |       |

### Danemark
La liste suivante recense les points culminants des régions du Danemark.
| # | Sommet                             | Comté           | Altitude (m) | Coordonnées                       | Image |
| - | ---------------------------------- | --------------- | ------------ | --------------------------------- | ----- |
| 1 | Yding Skovhøj (tertre inclus)      | Jutland central | 173          | 55° 59′ 33″ nord, 9° 47′ 45″ est  |       |
| 2 | Møllehøj (point culminant naturel) | Jutland central | 171          | 55° 58′ 38″ nord, 9° 49′ 34″ est  |       |
| 3 | Rytterknægten (en)                 | Hovedstaden     | 162          | 55° 06′ 42″ nord, 14° 53′ 21″ est |       |
| 4 | Aborrebjerg (en)                   | Sjælland        | 142          | 54° 58′ 53″ nord, 12° 31′ 47″ est |       |
| 5 | Tranebjerg (no)                    | Danemark du Sud | 139          | 55° 53′ 56″ nord, 9° 22′ 24″ est  |       |
| 6 | Knøsen (da)                        | Jutland du Nord | 136          | 57° 11′ 42″ nord, 10° 17′ 31″ est |       |